# Neargyrophylax argentescens
Neargyrophylax argentescens là một loài ruồi trong họ Tachinidae.